# Ex monastero di Santa Chiara (Urbino)
L'ex monastero di Santa Chiara è l'antico complesso claustrale delle monache clarisse di Urbino.
Si tratta di uno dei principali monumenti cittadini ed uno dei massimi esempi di architettura rinascimentale. È sede dell'Istituto superiore per le industrie artistiche di Urbino.

## Storia
Una prima struttura venne eretta in quel sito verso il 1420 per ospitare il Conservatorio delle donne vedove; nel 1456 ricevette la Regola dell'osservanza di santa Chiara da papa Callisto III per intercessione del duca Federico III da Montefeltro.
Nel 1457 vi si ritirò in clausura la prima moglie del duca Federico III, Gentile Brancaleoni, e nel 1472 vi fu sepolta la seconda moglie del duca, Battista Sforza, per espressa volontà della defunta.
Nel 1482 anche Elisabetta da Montefeltro, una delle figlie del duca Federico III, si ritirò in questo monastero, dopo la morte del marito Roberto Malatesta; dopo alcuni anni prese i voti e con la sua dote avviò la ristrutturazione del monastero, su progetto dell'architetto senese Francesco di Giorgio Martini, rimasto incompiuto per le sfavorevoli contingenze storiche.
Successivamente con la dinastia roveresca la chiesa fu abbellita internamente ed esternamente. Fino a divenire, dal 1538, il mausoleo ducale, con la sepoltura del duca Francesco Maria I Della Rovere, della moglie Eleonora Gonzaga, del figlio il cardinale Giulio Della Rovere, della nuora Giulia da Varano (prima moglie del duca Guidobaldo II) e della nipote Lavinia Feltria della Rovere (figlia del duca Guidobaldo II e di Vittoria Farnese). Verso gli anni venti del XVII secolo, Francesco Maria II Della Rovere decise d'intervenire sulla chiesa monastica riducendo la struttura originaria, rettangolare ad aula unica, nell'attuale edificio, a pianta centrale, su disegno attribuito a Bernardino Baldi.

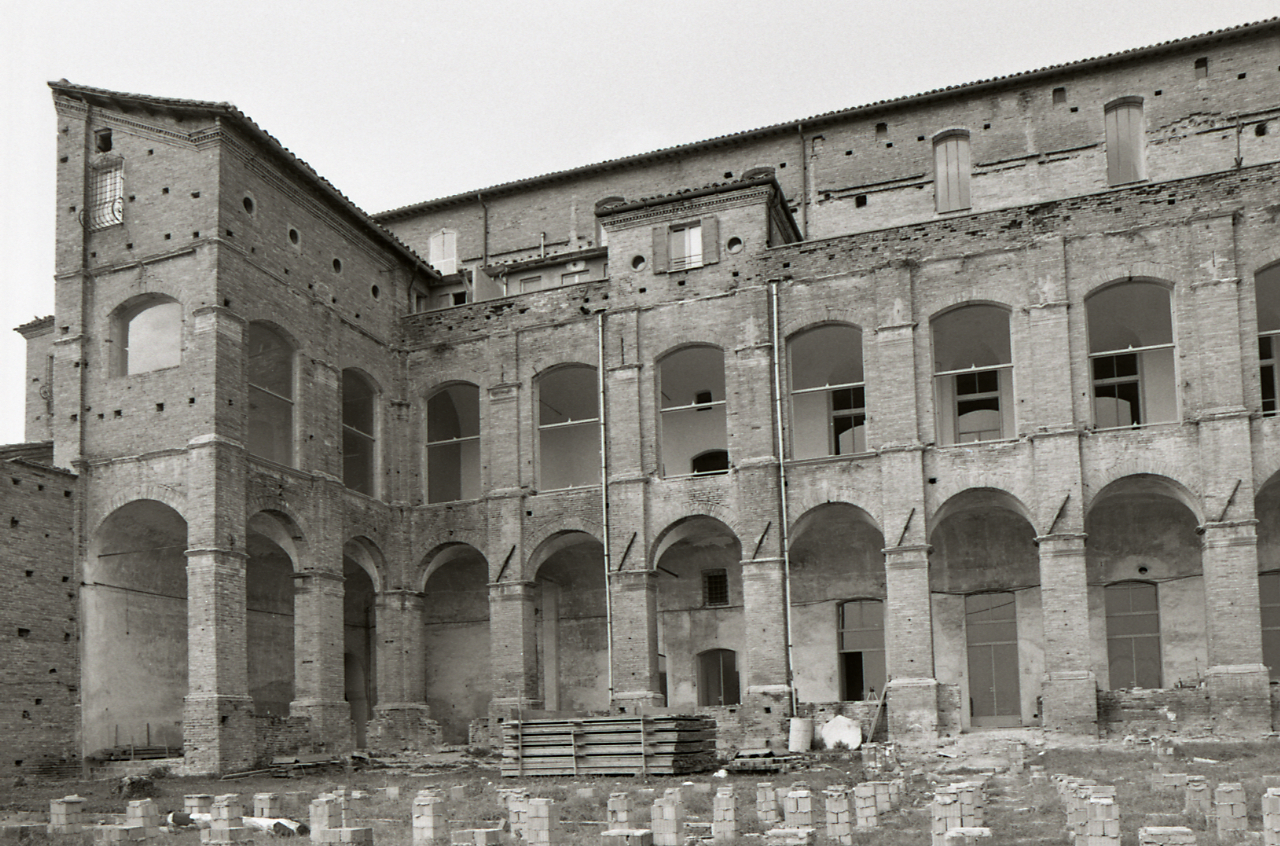
L'edificio nel 1981, in una foto di Paolo Monti

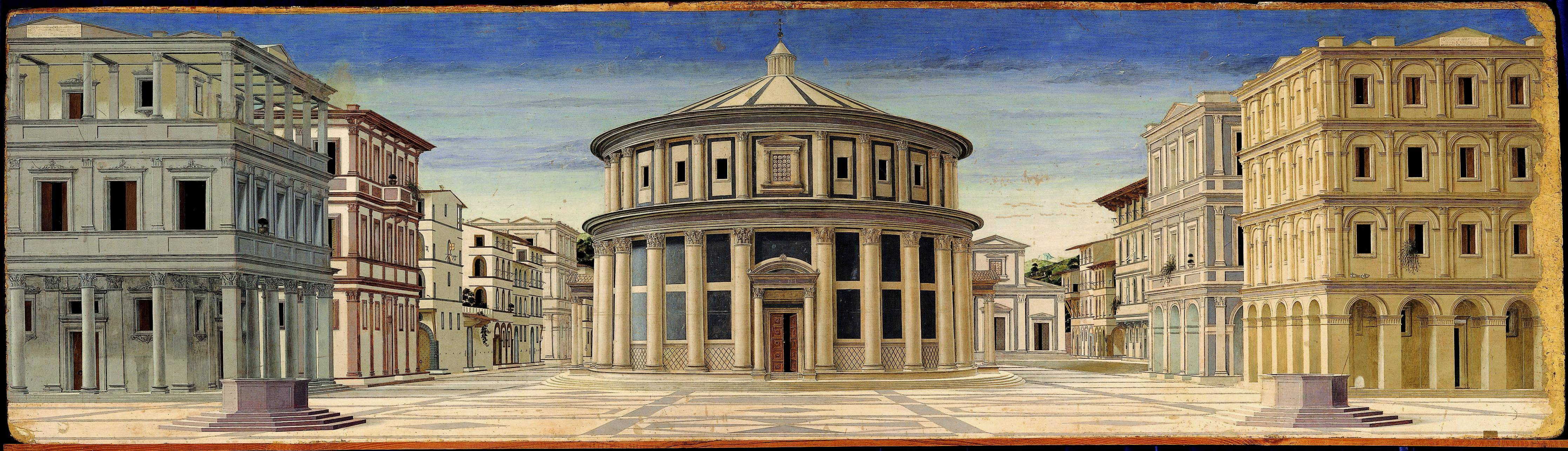
La Città Ideale

Nella storia dell'edificio non si registrò niente di particolare fino all'Unità d'Italia, con la conseguente confisca dei beni ecclesiastici. Le monache furono allontanate nel 1863, mentre la chiesa alternò periodi di chiusura e di apertura. Lo Stato requisì più di cento opere dal monastero, che contribuirono a comporre il primo nucleo della futura Galleria nazionale delle Marche. Tra queste vi furono la celebre Città ideale, una tavola di Giovanni Santi (Cristo morto sorretto dalla Vergine), due tele del Barocci, un bozzetto per i colori del Perdono di Assisi (la cui opera definitiva si trova nella chiesa urbinate di San Francesco) e un Dio Padre benedicente tra due angeli.
Nel 1884 fu abbattuto il campanile a vela della chiesa, dopo essere stato colpito da un fulmine. Invece, verso il 1886, l'edificio passò dallo Stato al Comune; quest'ultimo lo destinò prima ad Istituto di educazione femminile, poi, dal 1904, ad ospedale civile. Quest'ultima destinazione d'uso portò a profonde trasformazioni, come la parziale demolizione delle celle delle novizie al secondo piano sulle soprallogge (verso il giardino pensile), per ricavarne dei terrazzi. Inoltre furono demolite le cappelle funerarie delle monache sul lato a valle del giardino pensile e fu smantellato l'oratorio delle monache, dietro la chiesa, per realizzarvi una scala di accesso all'ex dormitorio; in origine il dormitorio e l'adiacente spulciatoio erano raggiungibili unicamente dalla rampa elicoidale. Furono cancellate le decorazioni secentesche nella chiesa, adibita a vestibolo dell'ospedale. Negli anni settanta l'ospedale venne trasferito in un nuovo fabbricato, nella periferia della città, e così l'ex-monastero divenne sede dell'Istituto superiore per le industrie artistiche (ISIA); a questa nuova destinazione seguì un primo recupero della struttura.
Si dovrà attendere il 22 settembre 2011 per il completo recupero dell'edificio, con il termine dei lavori di restauro, durati quattro anni, consentendo il risanamento di alcune parti; come la chiusura dei terrazzi sulle soprallogge (dove in origine vi erano le celle delle novizie) o l'abbattimento di una superfetazione novecentesca nel chiostro-cortile.
Nel lasso di tempo dei quattro anni dovuti al restauro, le salme della famiglia Montefeltro-Della Rovere vennero spostate dalla sede originale della cripta ad un luogo di "provvisoria" permanenza: uno degli sgabuzzini dei collaboratori scolastici dell'Istituto superiore per le industrie artistiche (ISIA). Oggi le spoglie dei più illustri della famiglia ducale rivestono in uno stato pietoso a causa di anni di cattiva gestione e progettate profanazioni.

## Descrizione

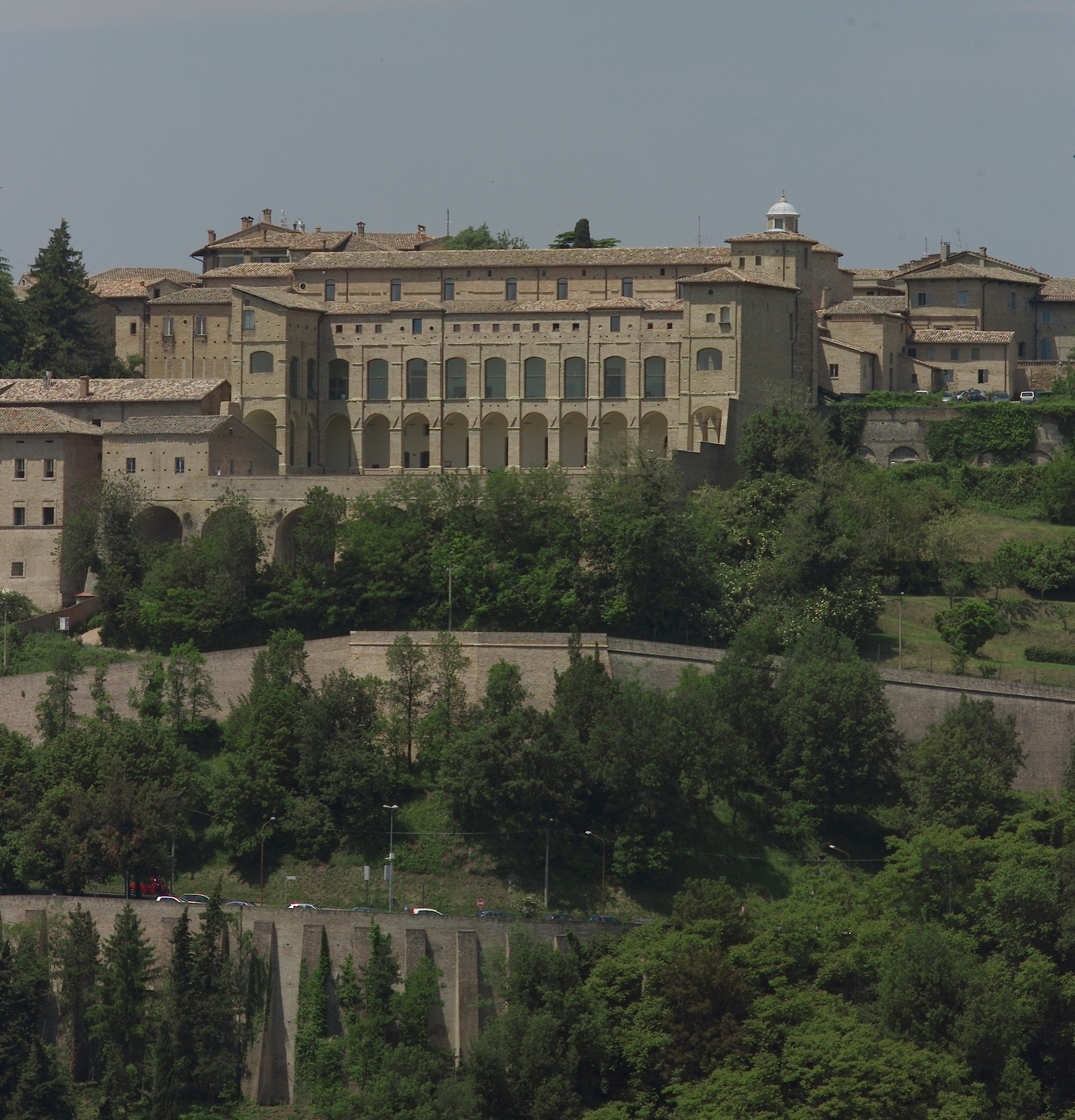
L'ex monastero sul lato orientale

### Ex monastero
L'edificio sorge sul versante orientale del colle del Poggio, sul limite dell'area della città romana. Si sviluppa su tre piani a pianta rettangolare, con un grande cortile al centro, sull'angolo tra la via eponima ad ovest (facciata principale) e quella di San Girolamo (facciata meridionale). Invece il lato orientale confina in parte con un vicolo cieco, che lo separa dall'ex convento di San Girolamo, e in parte affaccia sulla cinta muraria, in particolare sul bastione eponimo. La facciata settentrionale prospetta in parte sull'antico orto monastico, trasformato in un cortile-parcheggio, con un ingresso autonomo sulla via eponima ed un accesso secondario all'edificio, e in parte col giardino dello Spineto. Le murature esterne sono tutte in mattoni a vista.

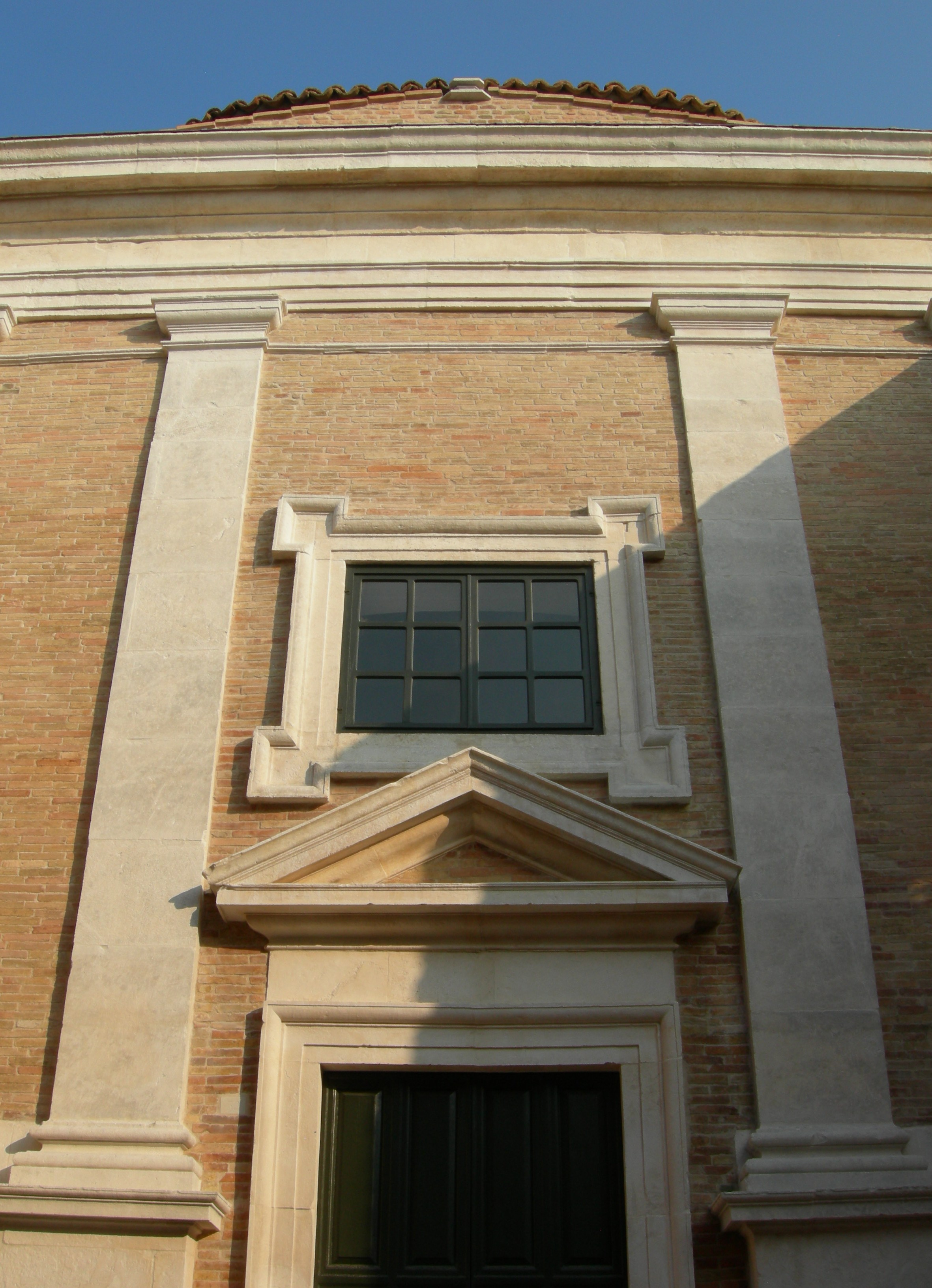
Facciata dell'ex chiesa (mausoleo roveresco)

La porzione che conserva l'originario impianto quattrocentesco è circoscritta all'angolo nord-orientale, in quanto il progetto martiniano restò incompiuto e la parte sud-occidentale fu rimaneggiata nelle epoche successive, fino al XX secolo.
La facciata principale è piuttosto anonima, se si eccettua la rientranza, verso l'estremità settentrionale, entro cui si sviluppa la facciata della chiesa, scandita da quattro paraste doriche, sorreggenti una trabeazione e poggianti su di un alto basamento, in pietra, con al centro un portale architravato con cornice lapidea e coronato da un frontone triangolare; su quest'ultimo si apre una finestra rettangolare, anch'essa con una cornice in pietra.
Ma il prospetto più caratteristico è quello orientale che affaccia sul giardino pensile, con una facciata che si apre ad ali, presentando due corpi laterali in aggetto, scandita da un doppio ordine di logge alternate a lesene, ove più chiaramente si distingue la mano di Francesco di Giorgio. Al piano seminterrato si aprono arcate a tutto sesto, invece al primo piano le aperture sono lievemente più piccole (rispetto a quelle sottostanti) e concluse da archi a sesto ribassato; il secondo piano era invece definito da una serie di oculi, parzialmente scomparsi in seguito ai lavori attuati agli inizi del XX secolo.
Sulla facciata settentrionale spicca la mole semi-circolare della rampa elicoidale, posta sul margine orientale dell'odierno cortile, che affaccia sul giardino dello Spineto.
Dato il dislivello collinare, il piano terra sulla via eponima corrisponde al primo piano sul lato orientale. L'ingresso principale è rappresentato dalla chiesa, dietro cui si apre un ambiente occupato da una grande scala che da accesso alla vasta sala al secondo piano, oltre a due accessi verso i cortili interni, uno verso nord e l'altro verso sud. Quest'ultimo ambiente in origine ospitava un oratorio, per consentire alle monache di seguire le funzioni religiose che si svolgevano nell'adiacente chiesa; con la ristrutturazione novecentesca fu smantellato e suddiviso in due ambienti per aprirvi l'odierna scala.
Il piano seminterrato era occupato dagli ambienti di servizio, come la lavanderia, lo stenditoio, la carbonaia e le cantine, oltre ad essere dotato anche di un accesso carraio verso l'esterno, sulla via San Girolamo, al livello del giardino pensile. Quest'ultimo piano era collegato, tramite due rampe di scale, col piano soprastante, occupato dal refettorio, dalla cucina e da altri ambienti legati alla vita diurna del monastero. Il secondo piano era dedicato alla vita notturna, in quanto ospita la grande sala rettangolare dell'antico dormitorio, coperta da una volta a botte nella quale si aprono le grandi finestre per dare luce all'ambiente ma che consentivano alle monache di non essere viste dall'esterno, per proteggerne la clausura. Le pareti laterali sono scandite da una serie di nicchie rettangolari, poste in origine in corrispondenza dei letti come una sorta di comodini. Sotto il pavimento si sviluppano due condotti, uno è collegato alla canna fumaria del camino della cucina, per incanalare l'aria calda, in modo da riscaldare l'ambiente; l'altro era collegato, con un sistema di grate, al cortile dello Spulciatoio ed al nucleo centrale della rampa elicoidale, per consentire la circolazione dell'aria. Sul lato orientale della grande sala vi erano gli accessi per le celle delle novizie, illuminate dagli oculi presenti sulla facciata sul giardino pensile. All'estremità settentrionale della sala vi è quello che in origine era l'unico accesso a questo piano, ovvero la rampa elicoidale, unico collegamento a tutti i piani dell'edificio, pensato per essere usato unicamente dalle monache e per tale motivo sistemato in una posizione più defilata. All'estremità meridionale della grande sala vi è l'accesso all'antico Spulciatoio, un piccolo cortile quadrato (poi ricoperto con una copertura in vetro e acciaio), che a questo livello era dotato di ballatoi su cui le monache andavano a scrollare le proprie vesti dalle pulci.

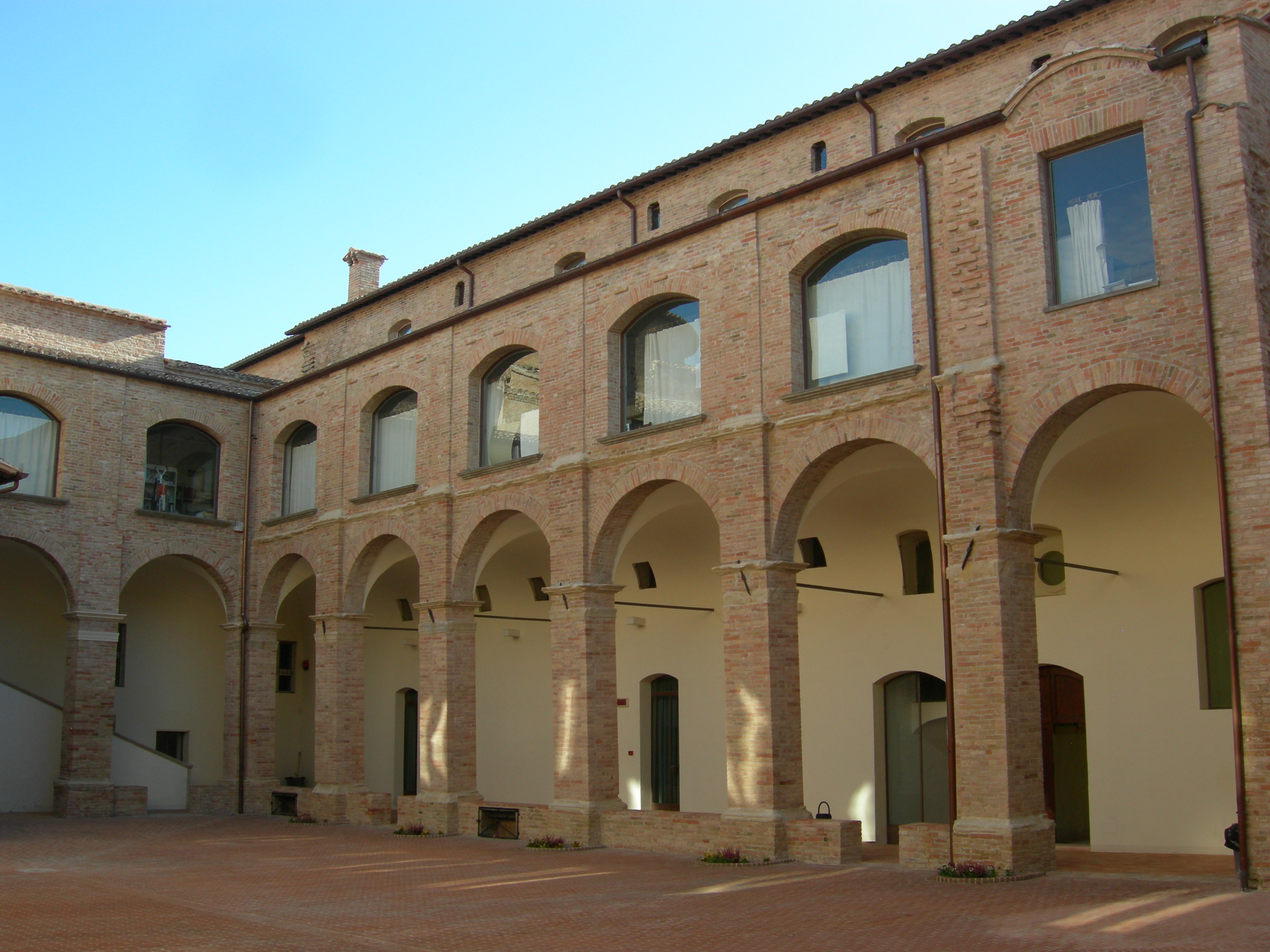
Il chiostro-cortile interno
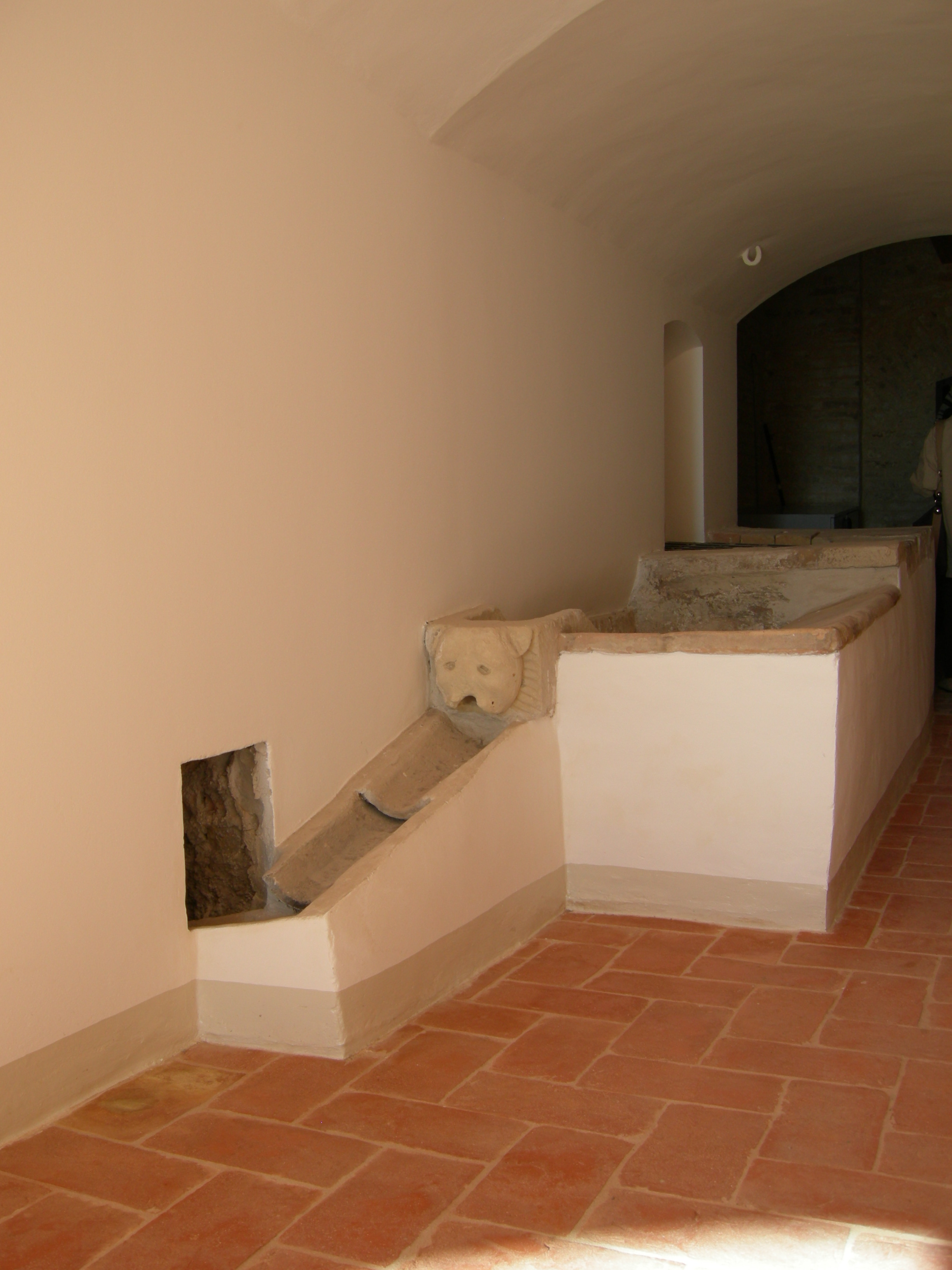
Lavandino e pozzo delle cantine
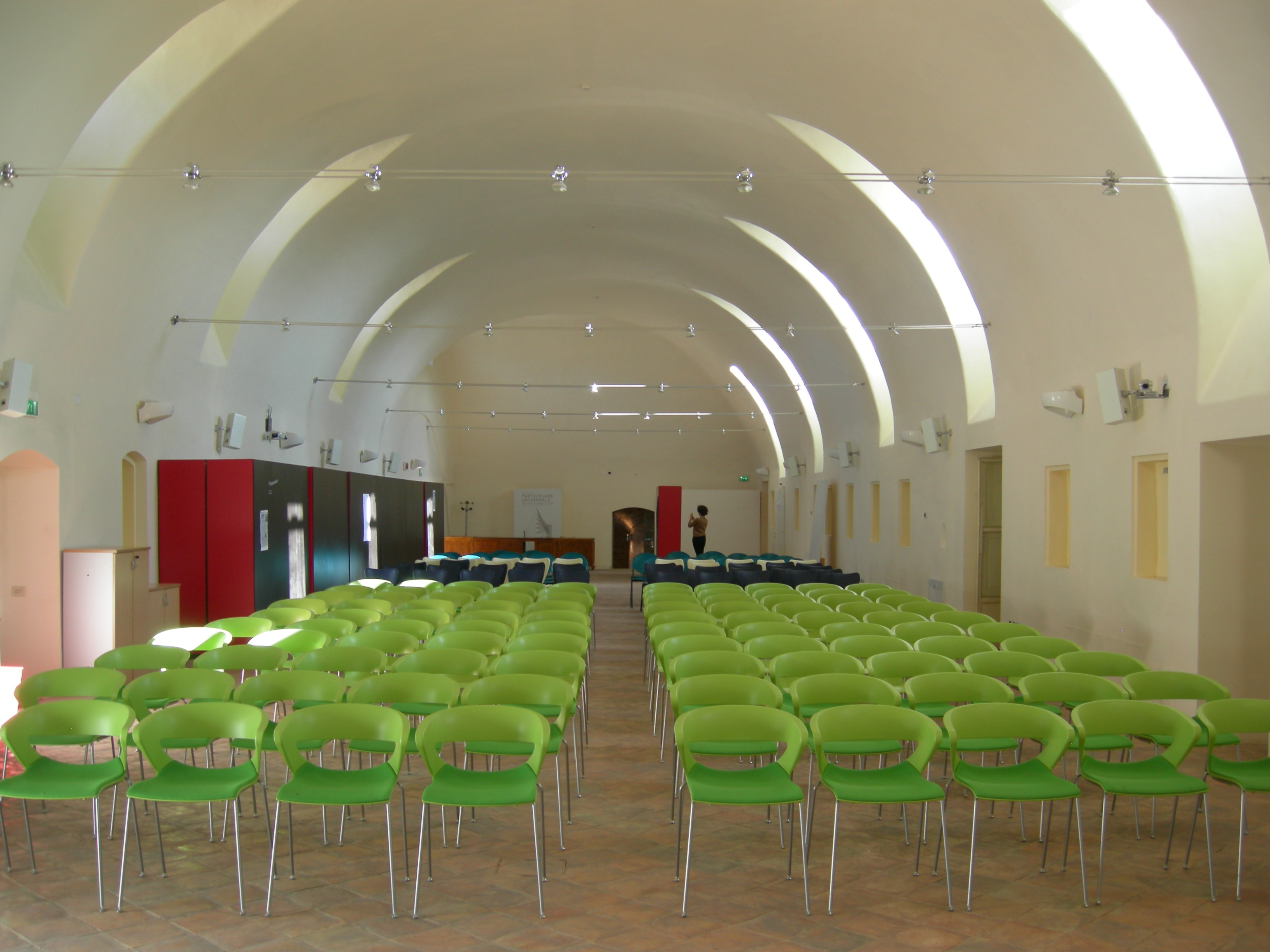
L'antico dormitorio delle monache
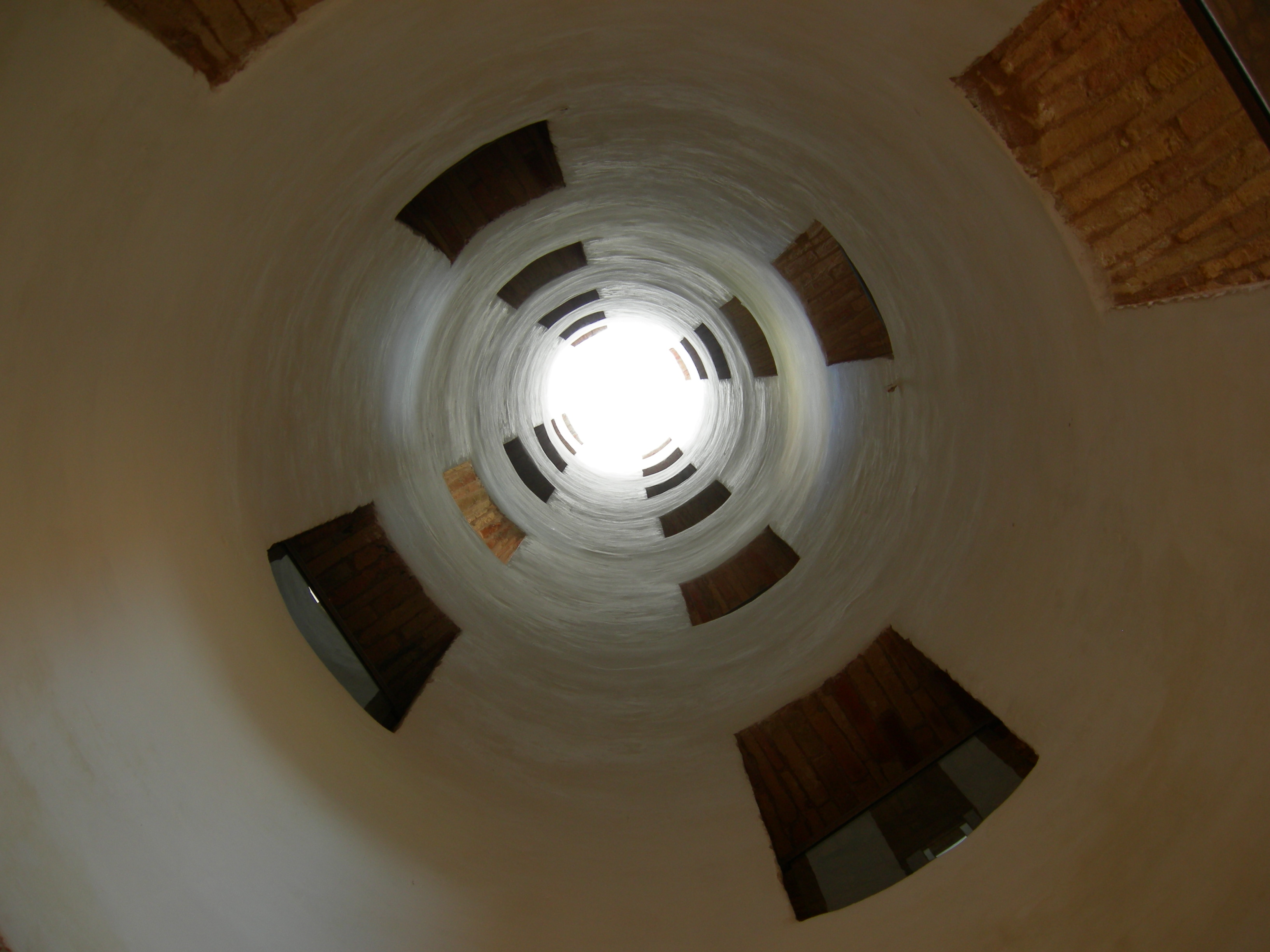
Nucleo centrale della Rampa elicoidale
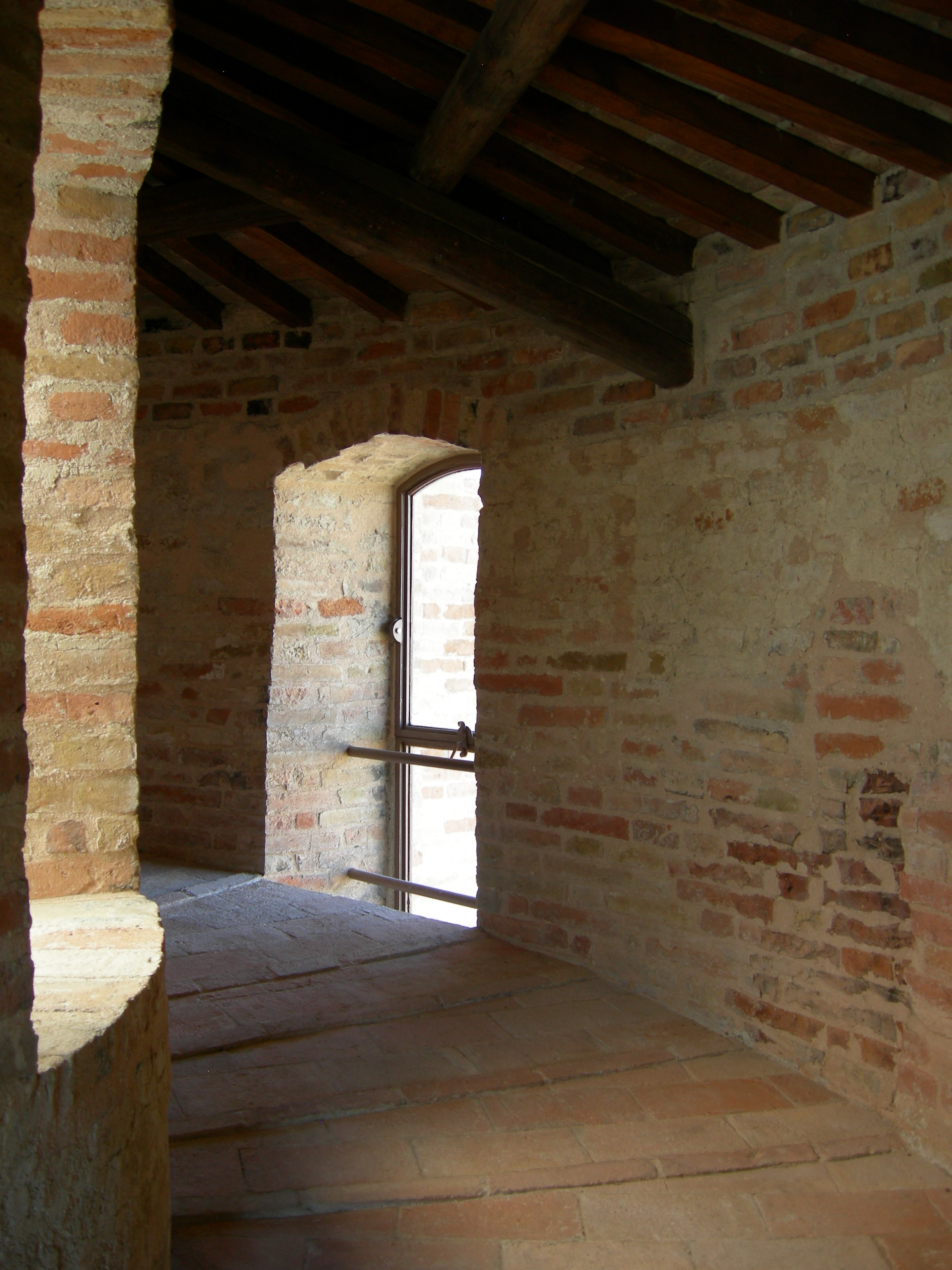
Particolare della Rampa elicoidale
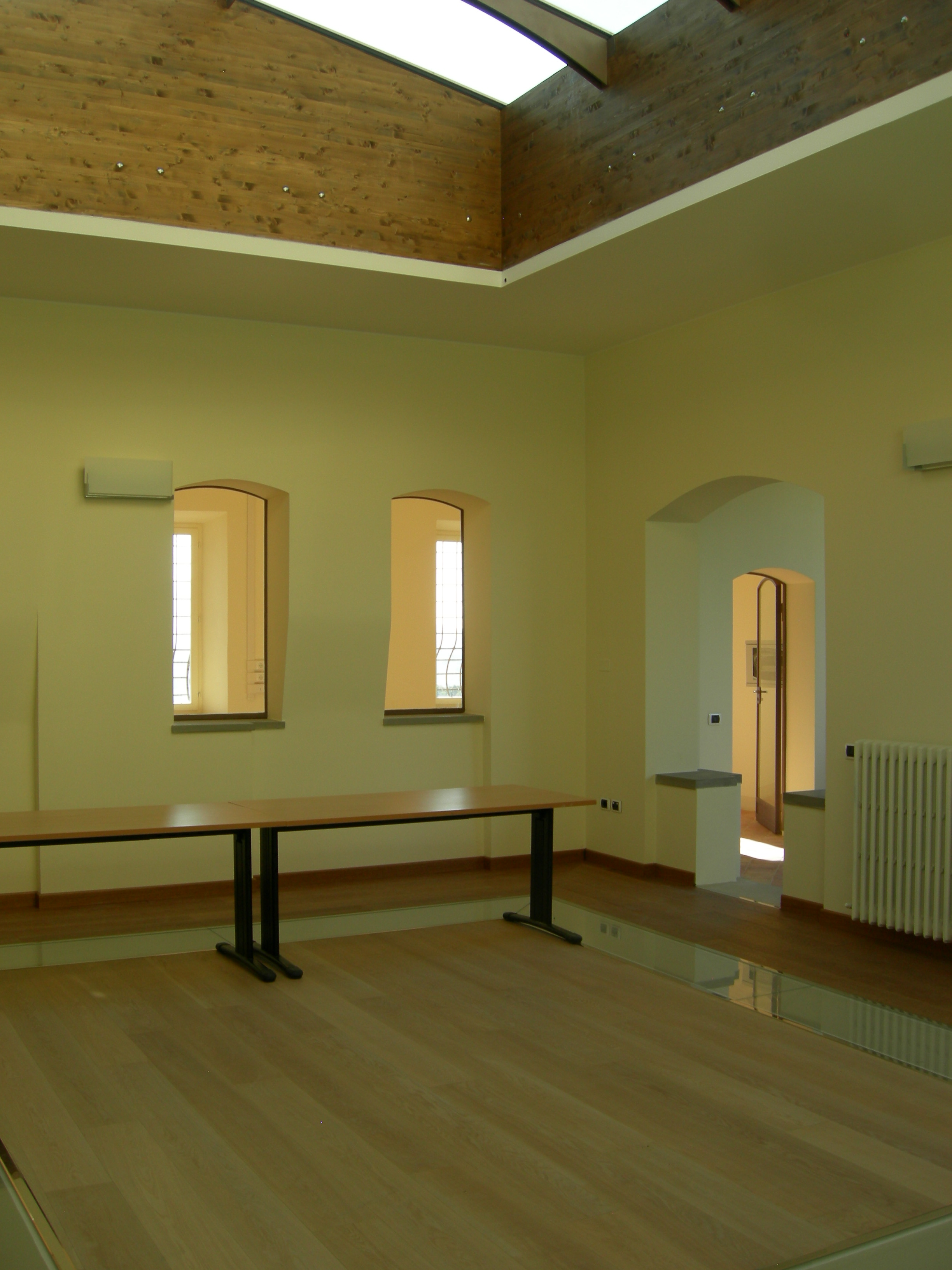
L'antico Spulciatoio

Il cortile interno riprende nell'angolo nord-orientale il modulo martiniano presente sulla facciata sul giardino pensile, con, al piano terra, una rampa di scale all'estremità settentrionale, che lo collegava all'antico oratorio delle monache; invece, sul lato orientale, vi è anche l'imbocco alle scale per il piano sottostante, a livello del giardino pensile. Le restanti facciate presenti sul cortile sono piuttosto anonime. Sotto di esso vi sono due grandi cisterne d'acqua, una con decantatore e l'altra con filtri a sabbia, a cui vi si accedeva tramite due pozzi presenti nel cortile.
Il giardino pensile si sviluppa sulla facciata orientale, come un grande rettangolo sospeso sul versante collinare e sostenuto da imponenti arcate sul lato a valle, simili alle Volte di Risciolo, che sostengono la piazza del Mercatale, altra realizzazione di Francesco di Giorgio. I lati settentrionale e meridionale del giardino sono chiusi da alti muri di cinta ed anche il lato a valle (lato est) era chiuso in origine dalle cappelle funerarie delle monache; in modo che il giardino fosse protetto dagli sguardi esterni.

### Ex chiesa

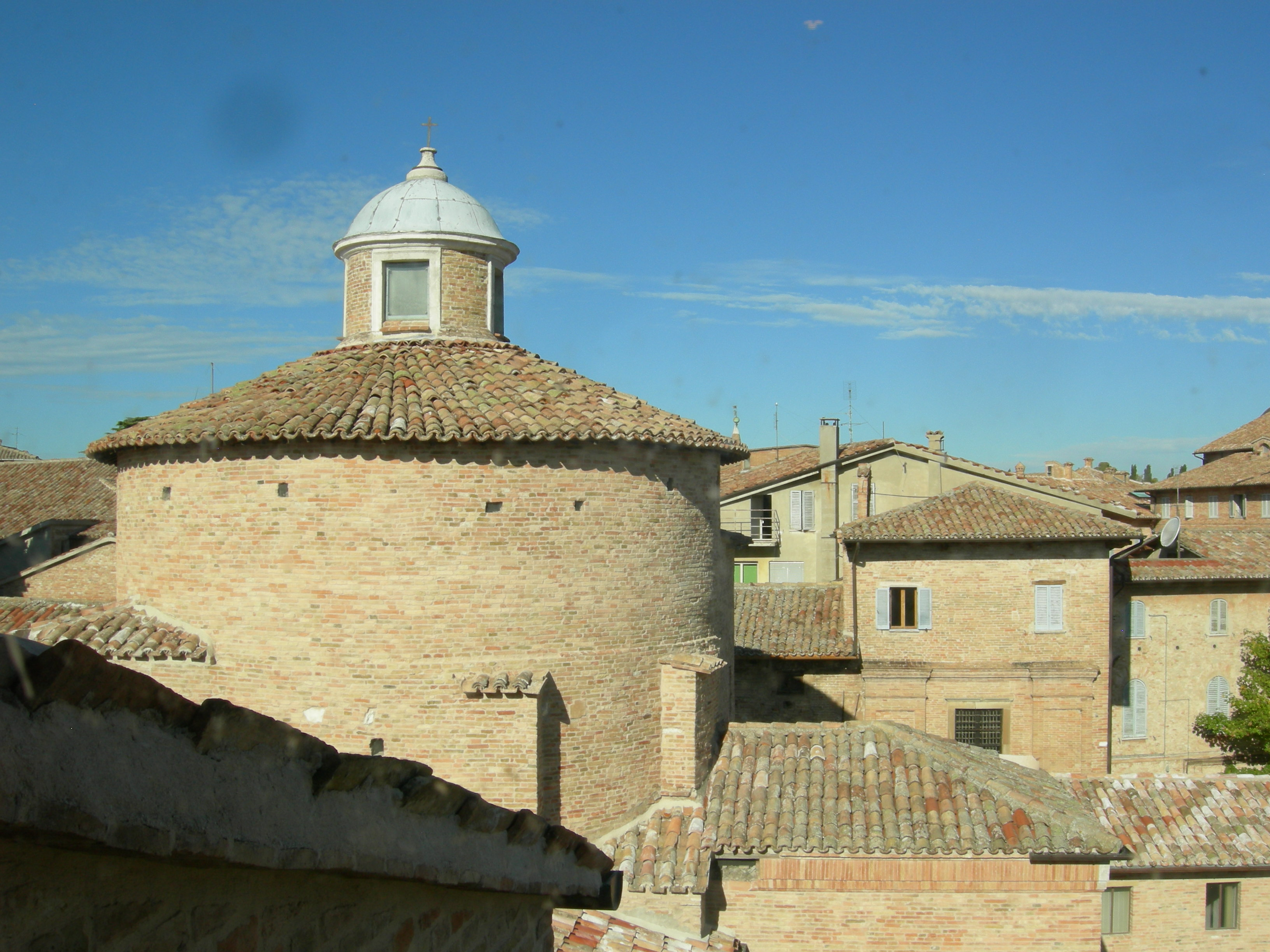
La cupola dell'ex chiesa / mausoleo

È ad aula unica circolare, coperta da una cupola, aveva tre altari (il maggiore e due laterali), l'altare di sinistra era intitolato a San Francesco, mentre quello di destra a Santa Chiara. L'altar maggiore fu smantellato durante la ristrutturazione novecentesca; però in seguito ai recenti restauri, l'arcata a tutto sesto che si trovava dietro all'altar maggiore è stata riaperta, in origine era chiusa da una grata e consentiva alle monache di seguire le funzioni religiose dall'oratorio retrostante. In essa vi sono le tombe dei Della Rovere che fanno della chiesa anche un mausoleo ducale.
Le pareti sono abbellite da una serie di paraste corinzie su di un alto piedistallo, sostenenti una trabeazione su cui poi s'innesta la calotta della cupola. Sul fregio della trabeazione è riportata la seguente iscrizione: "NOLITE NOCERE TERRAE ET MARI NEQUE ARBORIBUS QUOADUSQUE SIGNEMUS SERVOS DEI NOSTRI IN FRONTIBUS EORUM  Apoc. c. 7 v. 3", legata alla scena raffigurata sulle tele della soprastante cupola,Gli angeli che segnano con la Croce la fronte a coloro che dovevano rimanere illesi dai flagelli, realizzate da Pietro da Cortona e Ciro Ferri, come cartoni preparatori, realizzati nel 1668, per i mosaici della basilica vaticana, sulla cupola nella prima campata della navata destra (Cappella della Pietà o del Crocifisso). Le tele giunsero in Urbino e furono qui sistemate, verso il 1728, come dono del cardinal Annibale Albani. Il trasporto ed il riallestimento in quest'ultima collocazione furono diretti dal pittore Niccolò Ricciolini. Le tele subirono svariati tagli sia da parte dei mosaicisti romani, per facilitare la trasposizione dell'opera sulla superficie concava della cupola, sia durante l'installazione sulla cupola urbinate, in quest'ultima occasione per adattarla alla superficie emisferica di tale cupola (a differenza di quella vaticana in forma ellittica), che comportò l'eliminazione di alcune parti, in gran parte quelle realizzate dal Ferri, e la loro sostituzione con aggiunte, per coprire le lacune e le suture. Sul margine superiore delle tele, verso il lanternino, è riportata la seguente iscrizione: "MIHI AUTEM ABSIT GLORIARI NISI IN CRUCE DOMINI NOSTRI IESU CHRISTI".

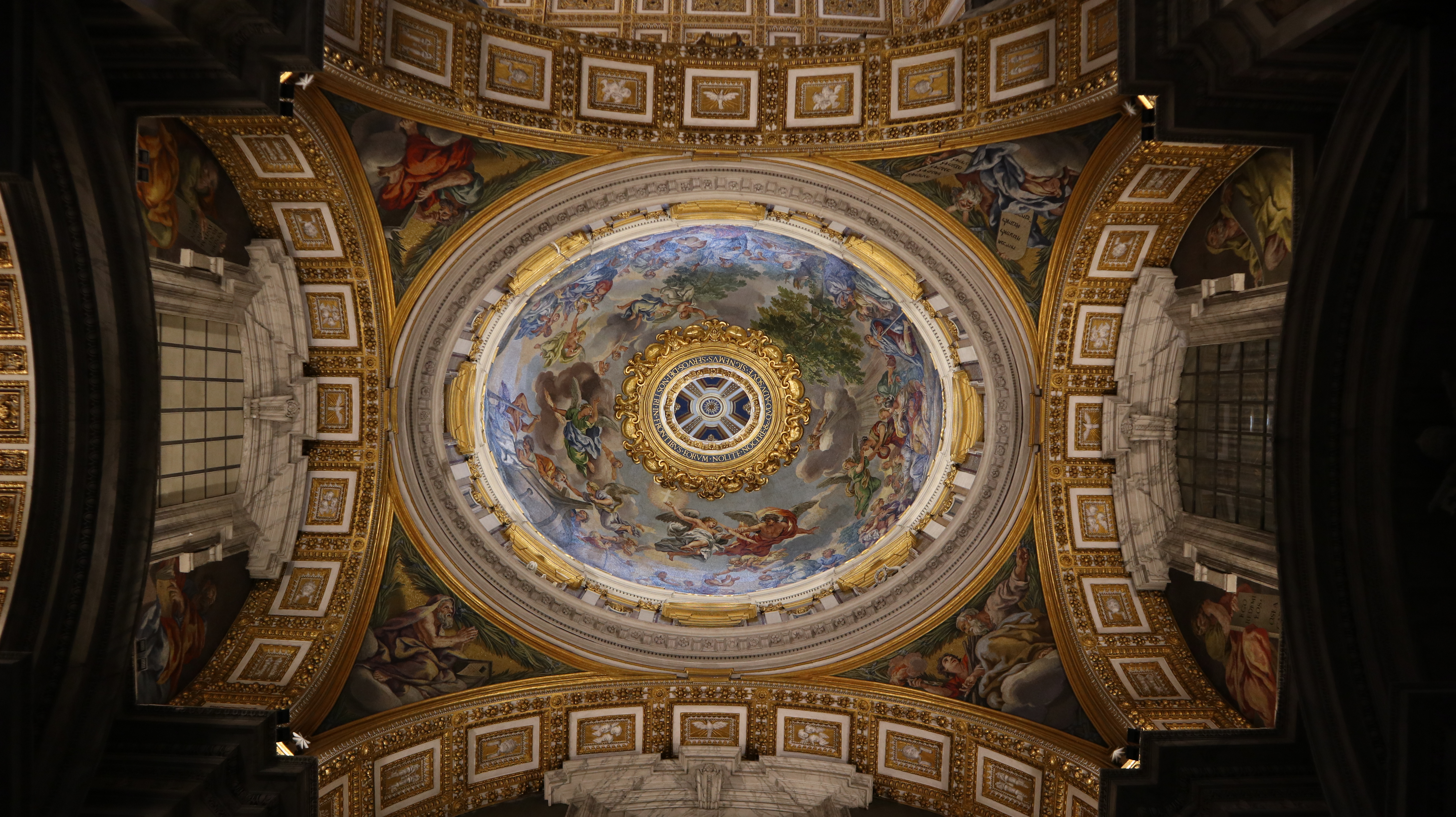
Il mosaico nella basilica vaticana
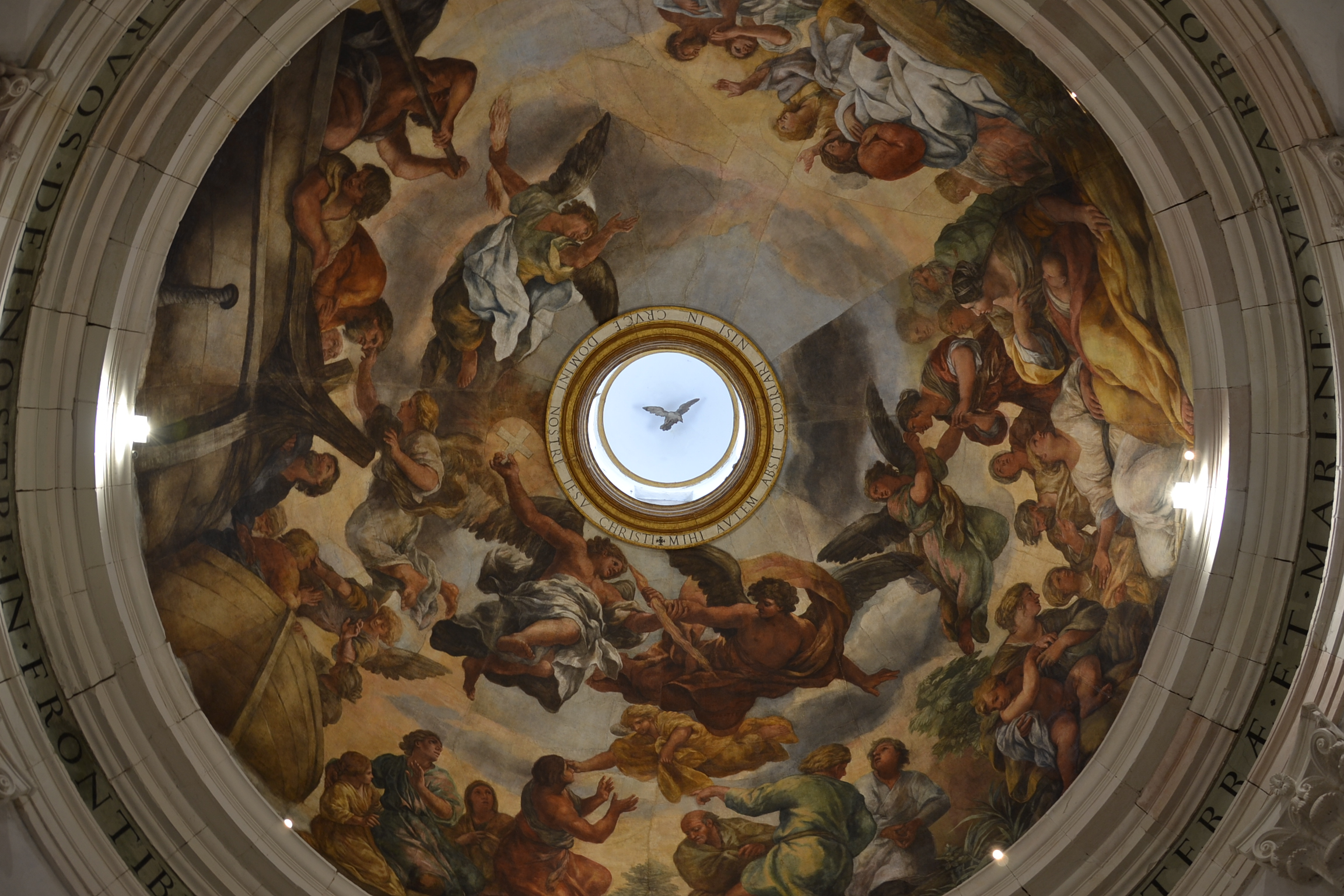
Le tele sulla cupola urbinate

Nella chiesa poi, oltre all'ingresso principale, vi sono altre quattro porte architravate più piccole con eleganti incorniciature lapidee, posizionate ai lati degli altari; la seconda porta da sinistra da accesso al monastero, invece le altre immettono in piccoli vani, come la seconda porta da destra che immette in un vano nel quale vi è un tabernacolo, in pietra e parzialmente dorato, ed una piccola apertura (riscoperta dopo gli ultimi restauri), chiusa da una grata, che consentiva alle monache di comunicare con l'esterno. Nel vano oltre alla prima porta a destra, è stato rinvenuto un frammento di un arcosolio affrescato, risalente all'originaria chiesa quattrocentesca. Sulle pareti vi sono l'epigrafi dedicate ai Della Rovere sepolti nella chiesa, di cui solo quella dedicata a Francesco Maria I è in porfido rosso con lettere bronzee, le altre sono semplicemente dipinte ed iscritte sul muro. Inoltre vi è un medaglione in pietra raffigurante Francesco Maria I, attribuito a Giovanni Bandini. Nella parte superiore delle pareti vi sono una serie di riquadri dipinti seicenteschi, attribuiti all'urbinate Alfonso Patanazzi, raffiguranti da sinistra a destra i santi: Rosa da Viterbo, Antonio da Padova, Bonaventura, Agnese ed Elisabetta in adorazione del Crocifisso (Il Crocifisso era ligneo e non è più esistente), Ludovico, Leonardo e Coleta. Sugli altari vi erano invece due tele attribuite a Girolamo Cialdieri, Il Paradiso e Santa Chiara (sull'altare a destra), ed una all'urbinate Cesare Maggeri, San Francesco ed il lupo (sull'altare a sinistra); che furono poi trasferite nel nuovo monastero del clarisse, fuori le mura cittadine. All'interno della chiesa sono esposti i frammenti di ceramiche quattrocentesche rinvenuti nell'ex convento durante gli ultimi restauri.